# Saint-Flavy
Saint-Flavy település Franciaországban, Aube megyében. Lakosainak száma 297 fő (2022. január 1.). Saint-Flavy Échemines, Marigny-le-Châtel, Orvilliers-Saint-Julien, Ossey-les-Trois-Maisons és Prunay-Belleville községekkel határos.

## Népesség
A település népessége az elmúlt években az alábbi módon változott:
| Lakosok száma | 180  | 216  | 247  | 250  | 266  | 272  | 283  | 291  | 294  | 297  |
|               | 1968 | 1982 | 1990 | 2006 | 2013 | 2015 | 2017 | 2019 | 2020 | 2022 |